# Срима
Срима је насељено мјесто у саставу града Водица, у Шибенско-книнској жупанији, Република Хрватска.

## Географија
Срима се налази источно од Водица и практично је спојен са градом. Насеље излази на Јадранско море, у коме је развијен туризам.

## Историја
До територијалне реорганизације у Хрватској насеље се налазило у саставу бивше општине Шибеник.

## Становништво
Према попису становништва из 2011. године, насеље Срима је имала 823 становника.
| Демографија | Демографија | Демографија |
| Година      | Становника  | Становника  |
| ----------- | ----------- | ----------- |
| 1971.       | 184         |             |
| 1981.       | 199         |             |
| 1991.       | 331         |             |
| 2001.       | 599         |             |
| 2011.       |             | 823         |

## Попис1991.
На попису становништва 1991. године, насељено место Срима је имало 331 становника, следећег националног састава:
| Попис 1991.‍  | Попис 1991.‍  | Попис 1991.‍ | Попис 1991.‍ | Попис 1991.‍ |
| ------------ | ------------ | ----------- | ----------- | ----------- |
|              |              |             |             |             |
| Хрвати       | Хрвати       |             | 289         | 87,31%      |
| Срби         | Срби         |             | 15          | 4,53%       |
| Југословени  | Југословени  |             | 4           | 1,20%       |
| Македонци    | Македонци    |             | 3           | 0,90%       |
| Немци        | Немци        |             | 2           | 0,60%       |
| Словенци     | Словенци     |             | 2           | 0,60%       |
| Мађари       | Мађари       |             | 1           | 0,30%       |
| неопредељени | неопредељени |             | 11          | 3,32%       |
| регион. опр. | регион. опр. |             | 2           | 0,60%       |
| непознато    | непознато    |             | 2           | 0,60%       |
| укупно: 331  |              |             |             |             |